# Alexandre Lenoir
Marie Alexandre Lenoir, född 27 december 1761, död 11 juni 1839, var en fransk konstarkeolog. Han var gift med Adélaïde Binart och far till Albert Lenoir.
Lenoir räddade under franska revolutionen en stor del av Frankrikes konstsamlingar, varöver han 1803 utgav en katalog. Han utgav sedan två stora verk över Frankrikes konstverk.